# Pseudopezomachus kasparyani
Pseudopezomachus kasparyani är en stekelart som beskrevs av Vladimir Ivanovich Tobias 1986. Pseudopezomachus kasparyani ingår i släktet Pseudopezomachus och familjen bracksteklar. Inga underarter finns listade i Catalogue of Life.